# Konsole (Bauwesen)

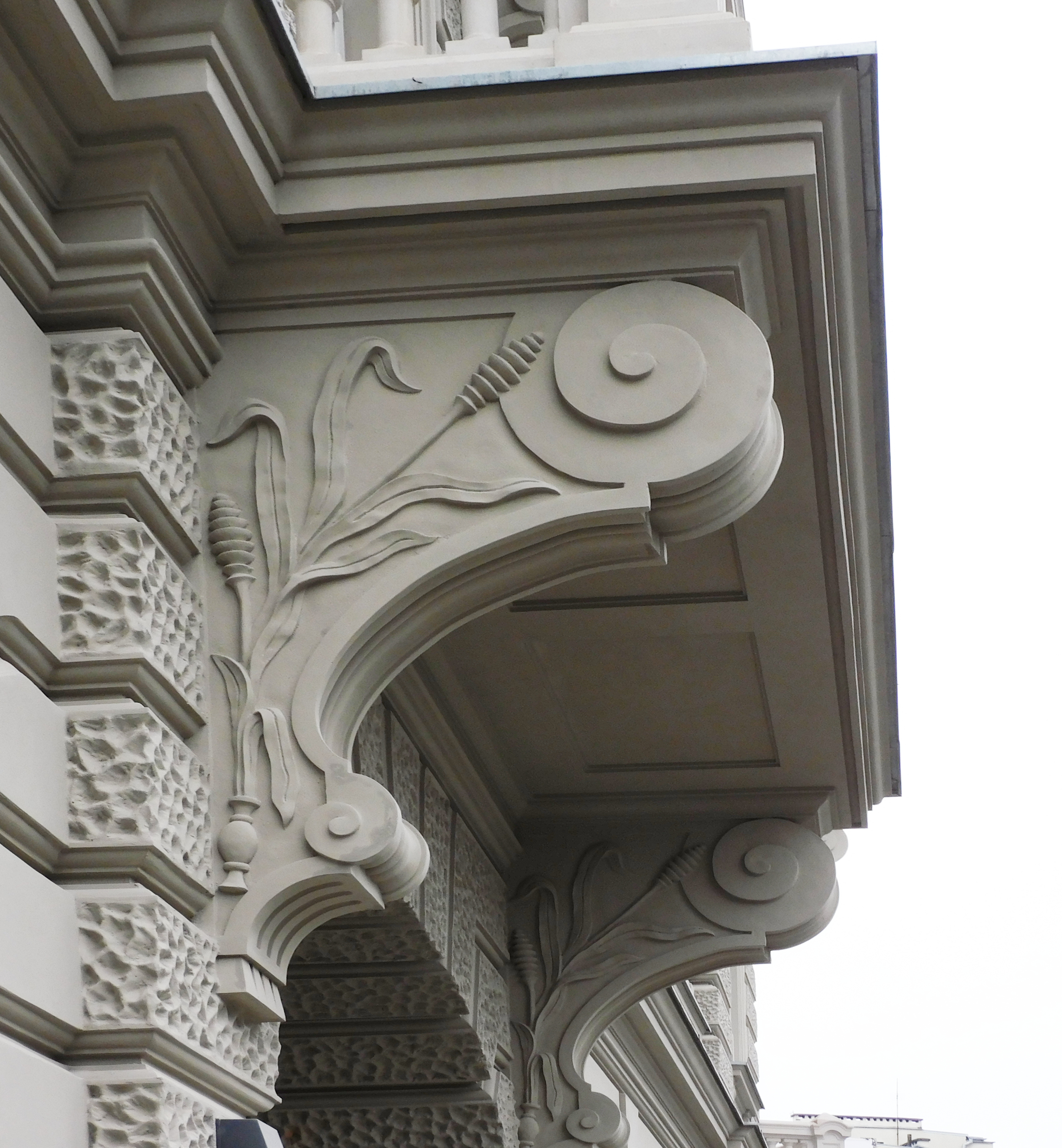
Balkonkonsole (Warschau)

Als Konsole (auch Krage, franz. corbeau oder cul-de-lampe, engl. corbel) wird im Bauwesen ein vorspringendes Tragelement, im Steinbau ein Kragstein (auch Krage, Kraft-, Ankerstein, Not- oder Balkenstein franz. corbeau oder cul-de-lampe, engl. corbel) bezeichnet, auf dem ein Bogen, ein Gesims (Konsolgesims), Skulpturen, Balken, Balkone, Erker, Kamin-Abgzugshauben, Dienst- oder Gewölbeanfänger usw. ruhen.

## Architektur
Baustatisch dient die Konsole als Tragelement; in der historischen Architektur bilden Konsolen oft Zierelemente der Fassaden. Sie wurden in der Regel in Naturstein oder Mauerwerk ausgeführt, im Holzfachwerk spricht man von Knaggen. In eher seltenen Fällen können sie auch aus gebranntem Ton, Gips, Steinpappe usw. gefertigt sein.

Ein „Zungen-“ oder „Ankerstein“ ist eine besondere Form der Konsole, bei dem der in der Wand liegende Teil des Konsolsteines schwalbenschwanzförmig ausgeführt ist. Dies ist eine besonders kraftschlüssige Verbindung mit dem Mauerwerk, die ein Herausrutschen des Steines verhindert.

Konsolen und Zierkonsolen in der Architektur
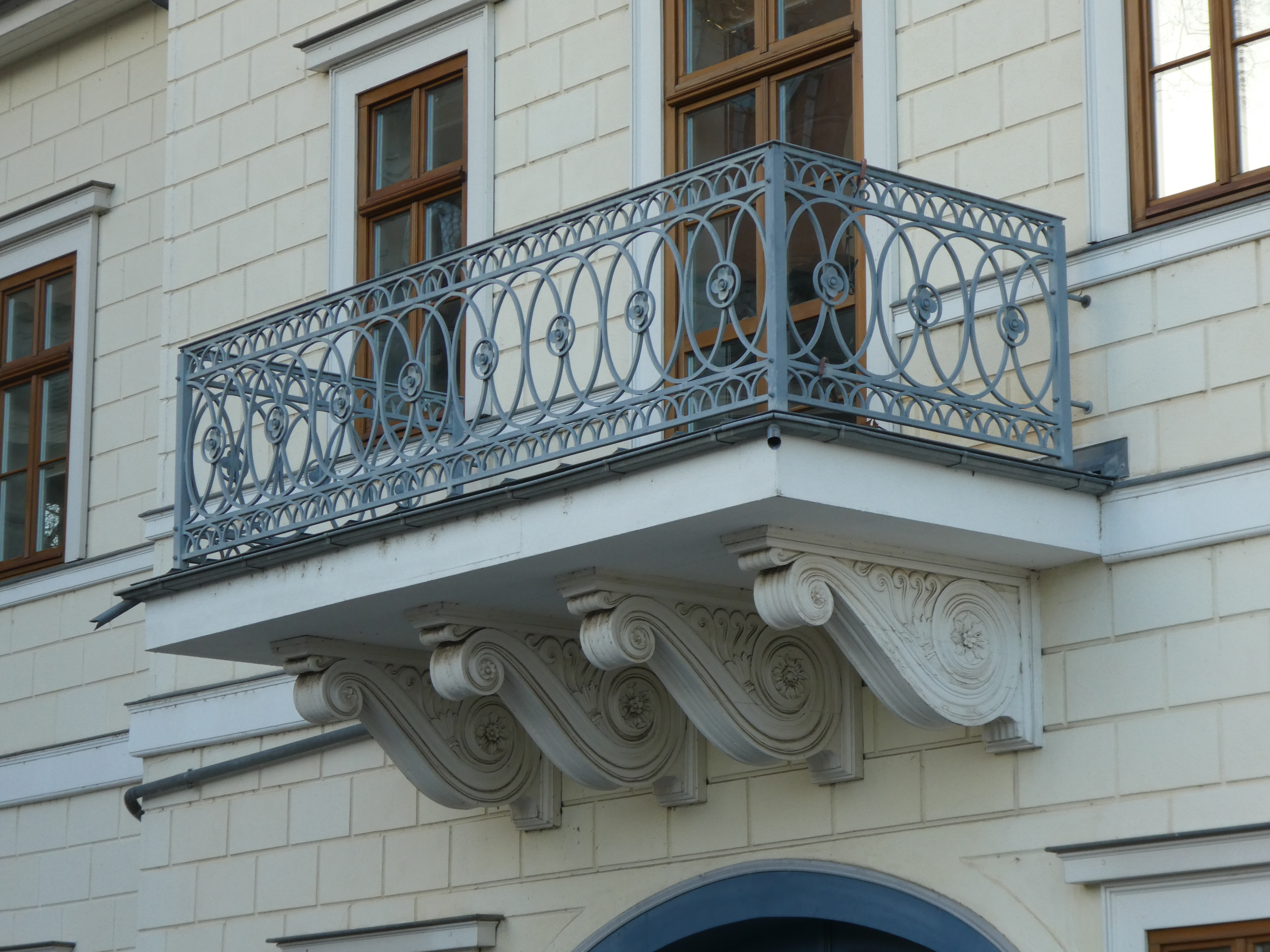
Klassizistischer Balkon auf vier Voluten-Konsolen (Prinzenpalais am Markt, Sondershausen)
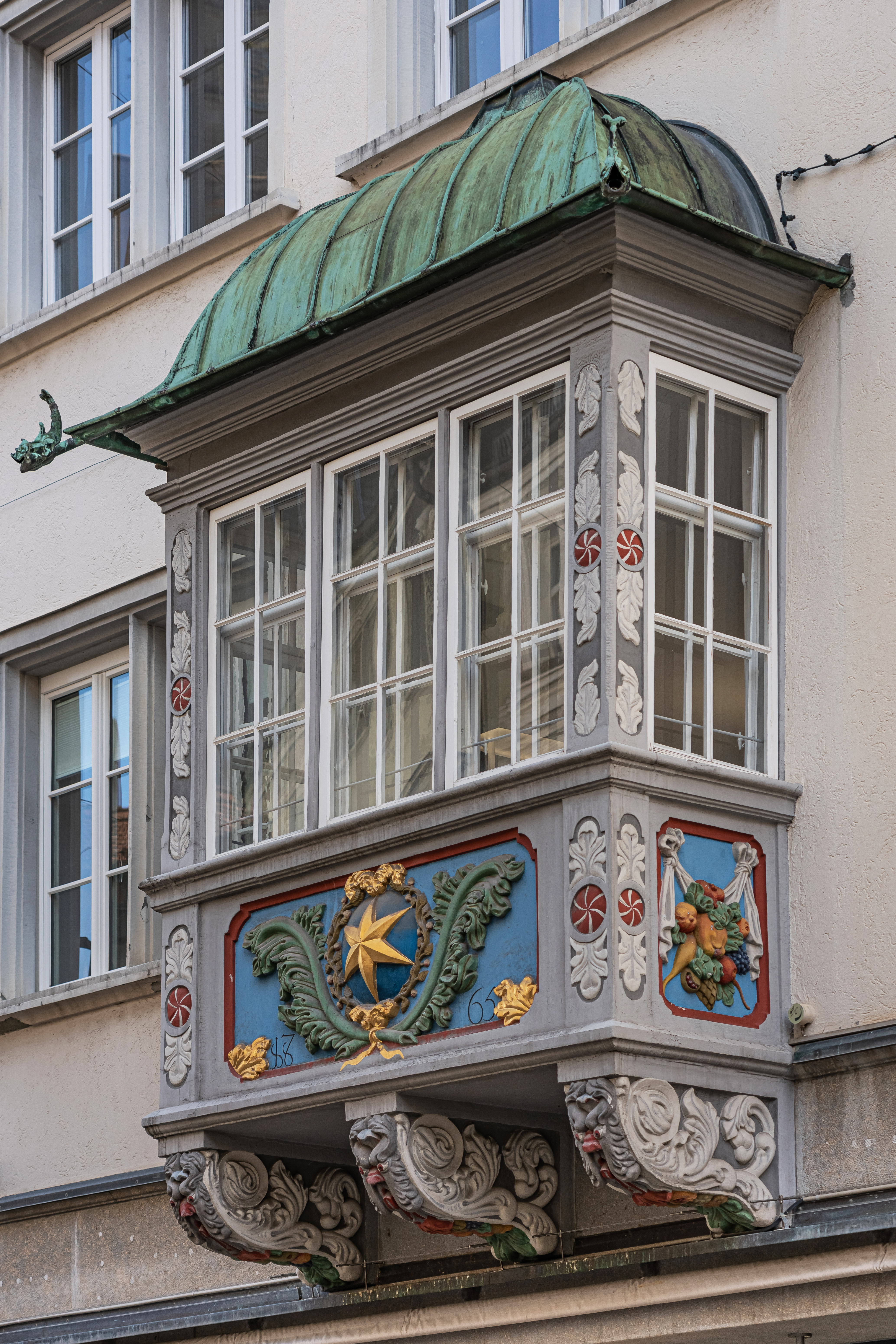
Drei Zierkonsolen tragen einen Fassadenerker (St. Gallen, Spisergasse 19)
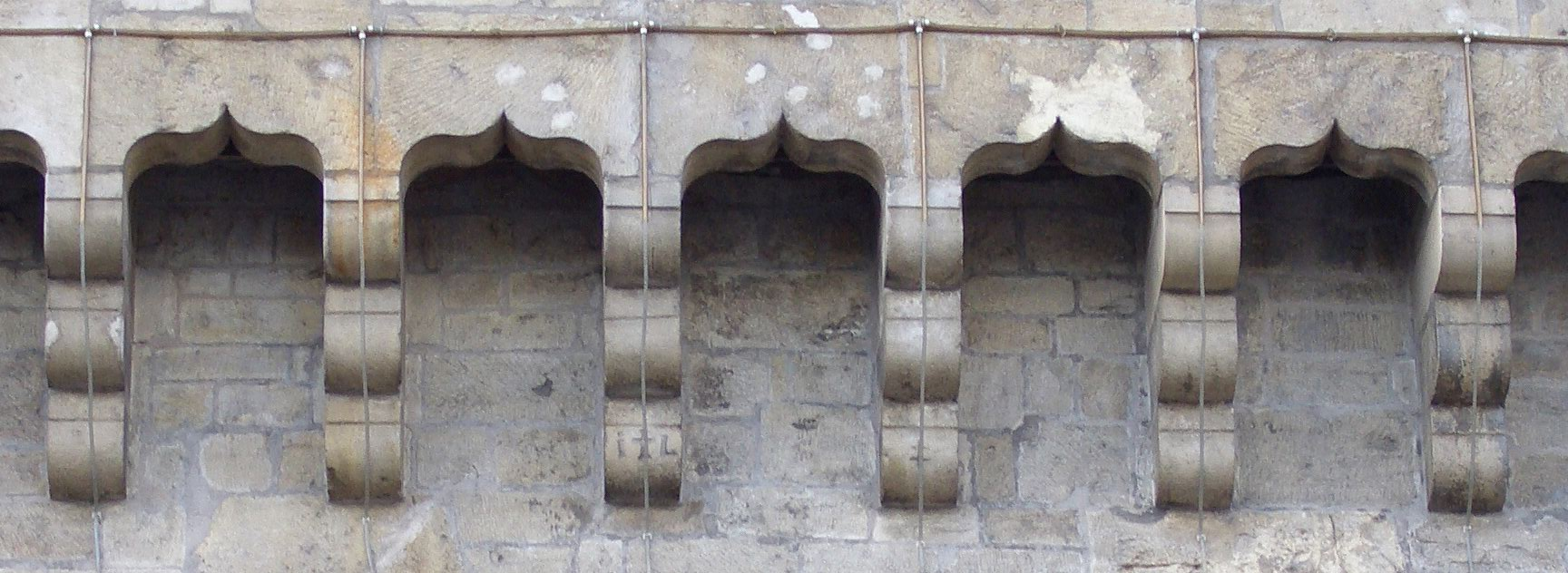
Auf Konsolen aufgesetzte Eselsrücken-Auskragung an der Porte de la Craffe, Nancy (Frankreich)
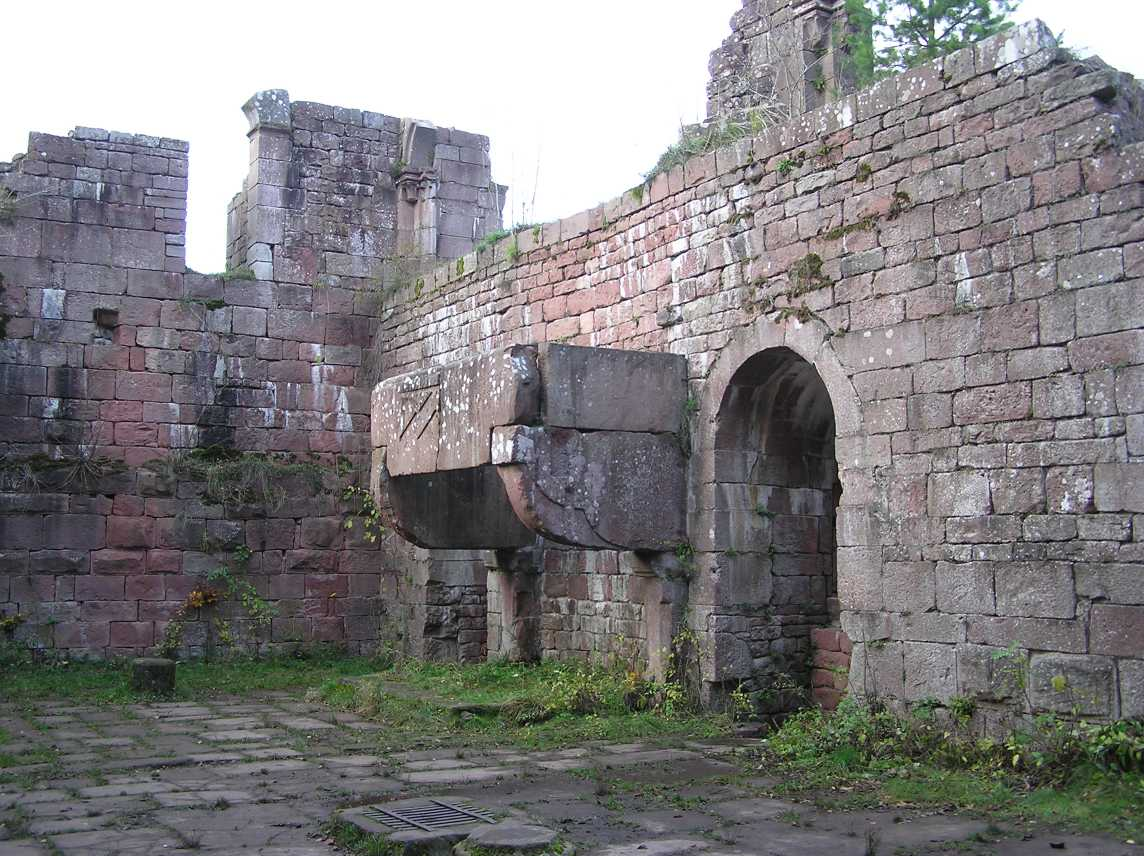
Konsolen eines mittelalterlichen Kamins (Ruine Burg Wildenberg)
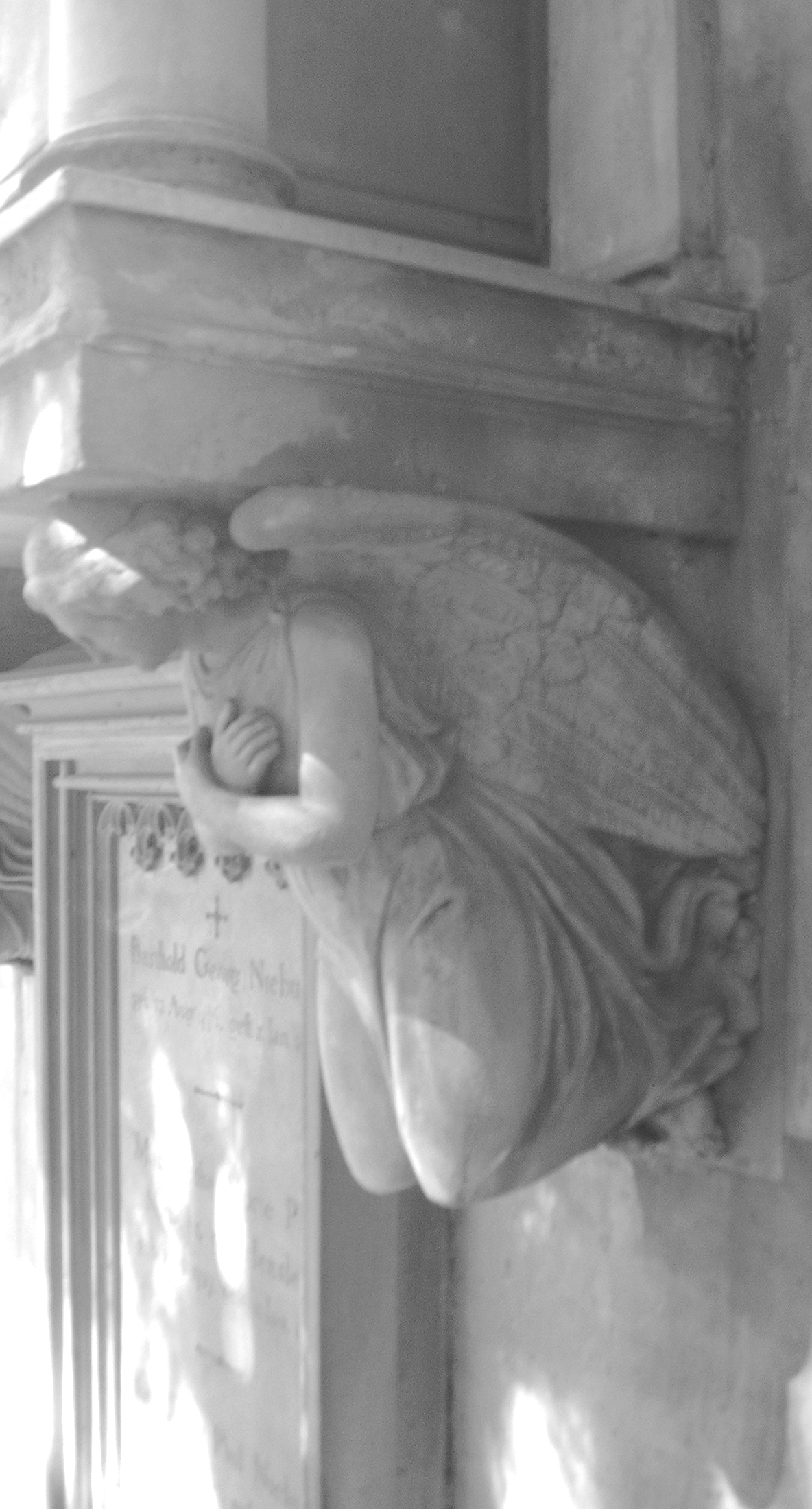
Tragekonsole in Engelsform (Niebuhr-Grab auf dem Alten Friedhof in Bonn, 19. Jahrhundert)
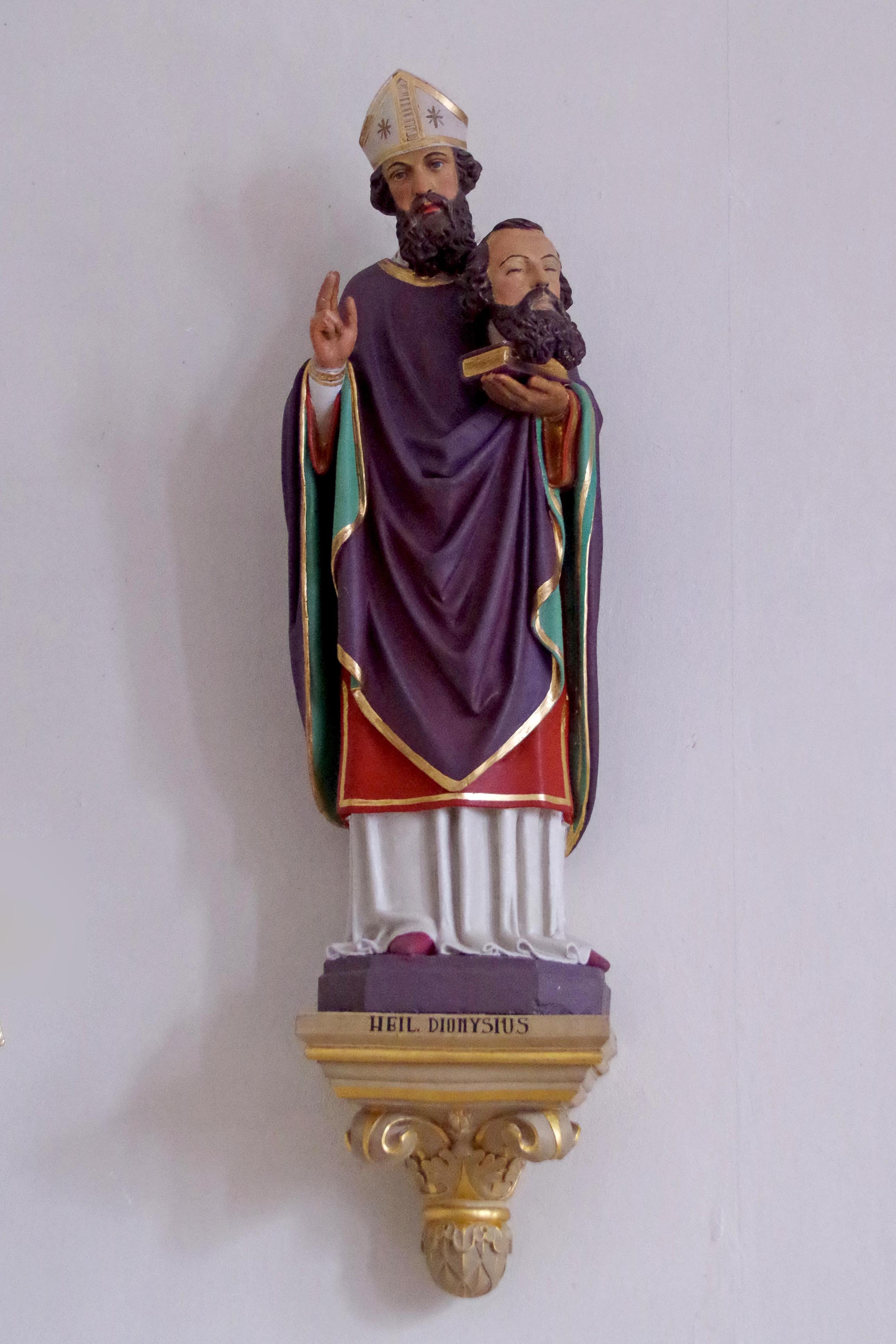
Tragekonsole für eine Skulptur (St. Dionysius, Gondenbrett)
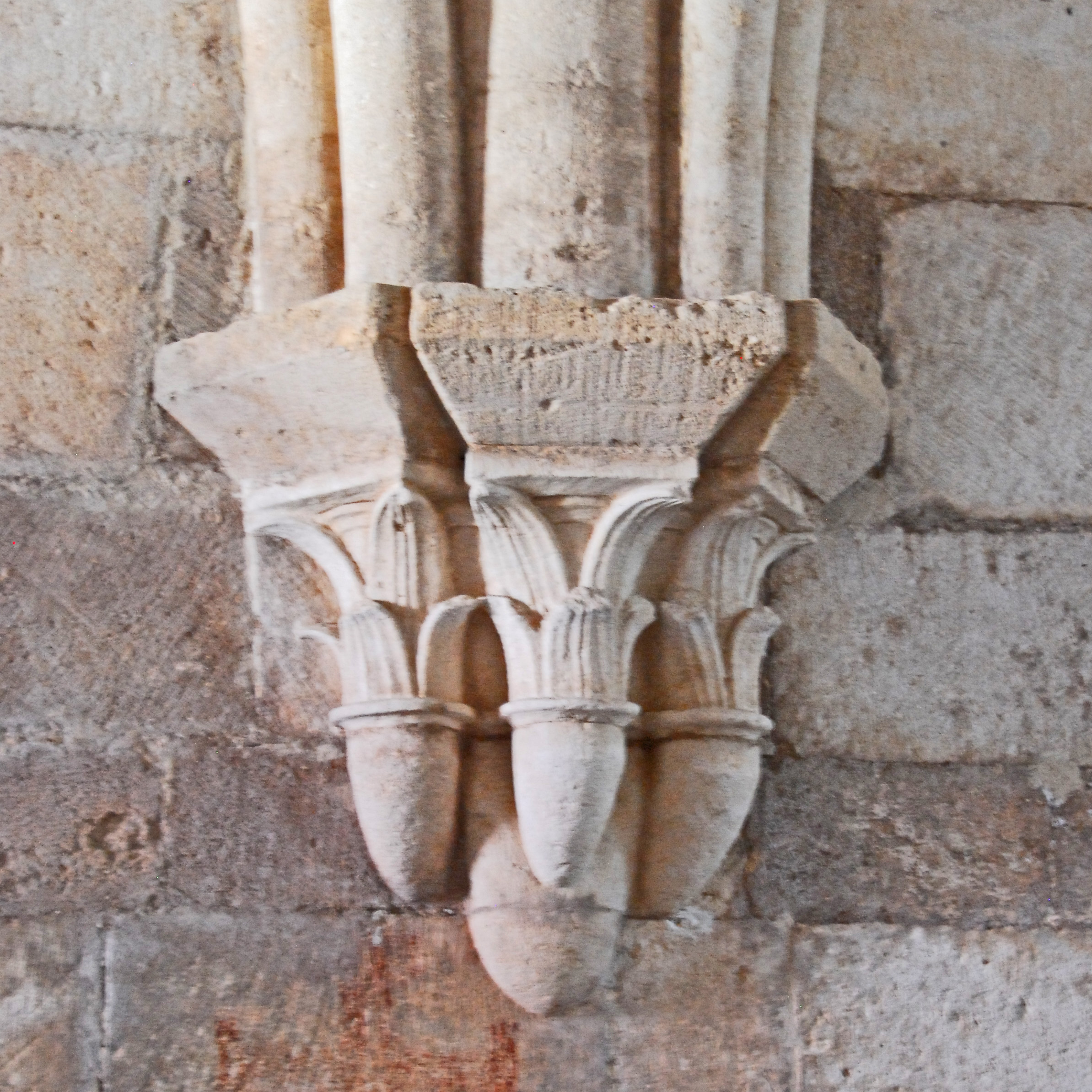
Frühgotische Hornkonsolen als Gewölbeanfänger (Abaye de Silvacane, Kapitelsaal)
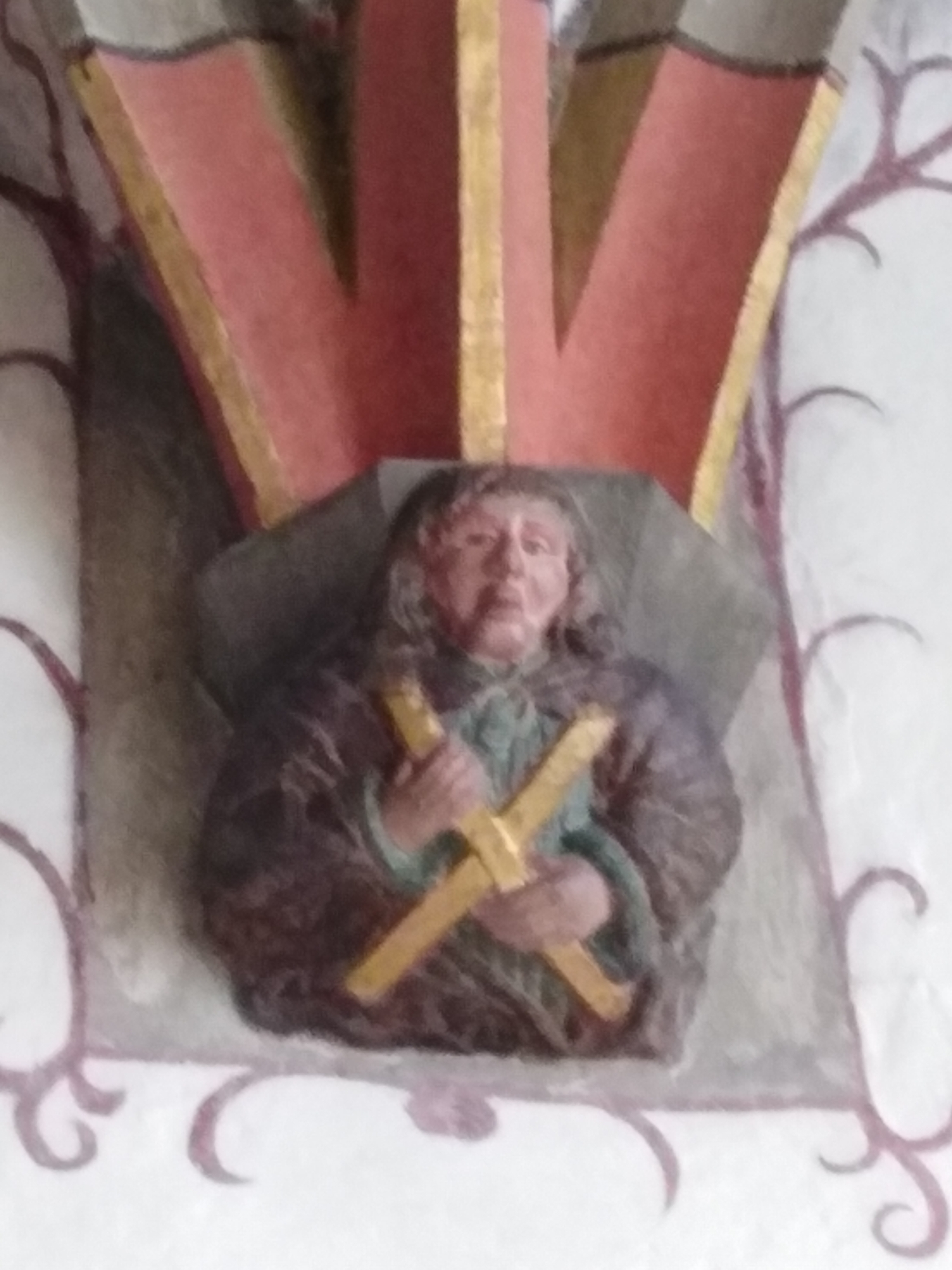
Figurenkonsole als Gewölbeanfänger (Bochingen, St. Mauritius)

In der antiken und klassischen Architektur werden Konsolen im Konsolgesims verwendet. In der romanischen Architektur gibt es den gestalterisch abstrahierten Konsolenfries.

### Siehe auch

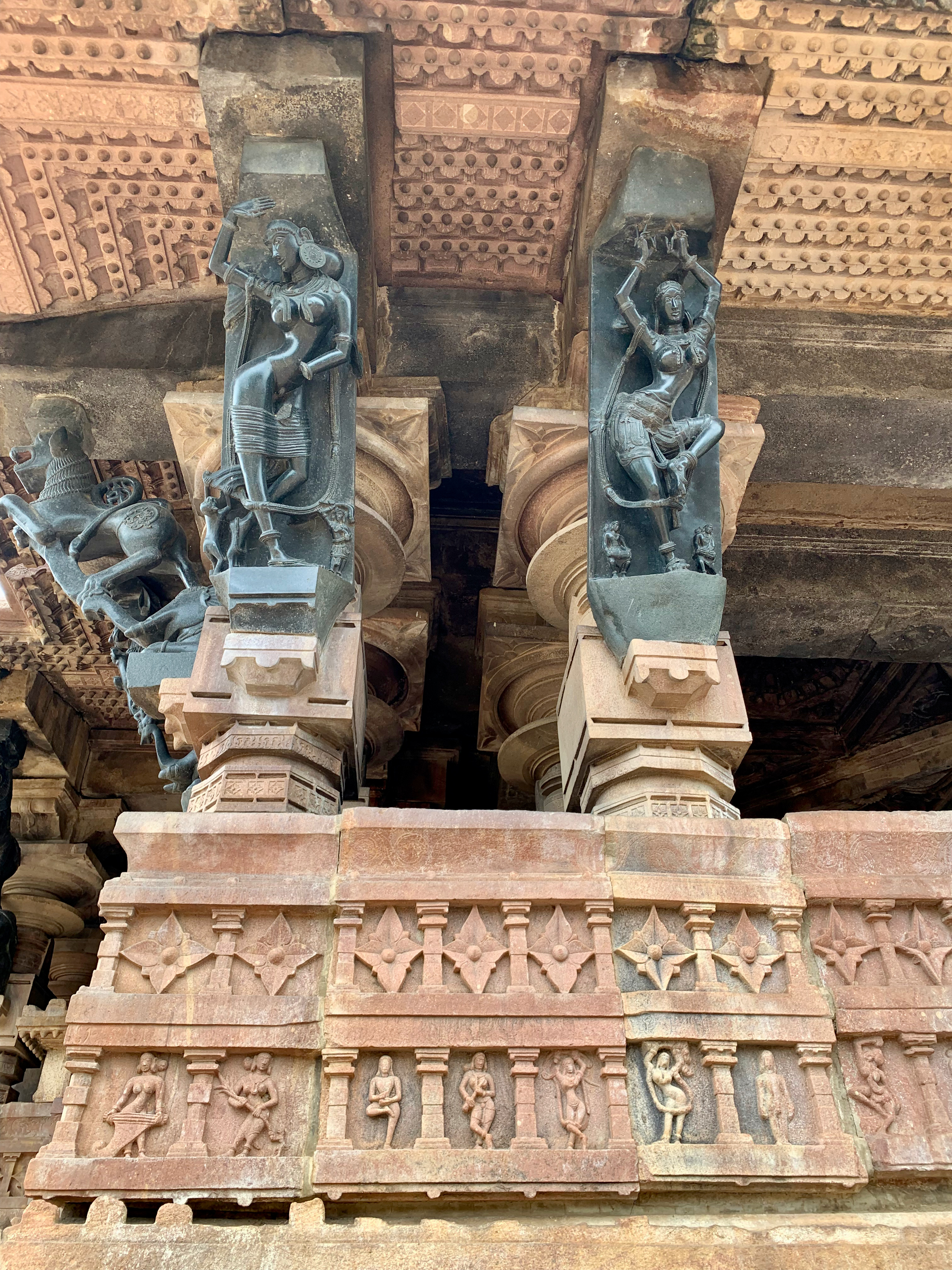
Konsolfiguren am Ramappa-Tempel, Indien

## Skulptur

### Romanik
Konsolen sind häufig ornamental oder figürlich geschmückt („Konsolfiguren“). In der romanischen Architektur wurden sie oft mit Fratzen, Obszönitäten usw. versehen, die einerseits eine dämonen- oder allgemein unheilabwehrende (apotropäische) Bedeutung haben, andererseits aber auch als Drolerien oder als handwerkliche Spielereien aufgefasst werden können. Seit der Spätrenaissance werden sie oft als Voluten gestaltet.

### Indien, Nepal, Tibet
Im indisch-nepalesisch-tibetanischen Kulturraum finden sich häufiger – aus der Holzarchitektur abgeleiteten – freitragende Steinkonsolen (engl. bracket figures) mit zum Teil außergewöhnlich qualitätvoll gearbeitetem Figurenschmuck, der sowohl Tänzerinnen, Musikantinnen und „Schöne Mädchen“ (surasundaris oder salabhanjikas) als auch monströse Mischwesen (yalis) umfassen kann.

## Konsolen im Tragwerksbau
Vor allem in Hochbauten, Fabrik- und Industriehallen, sowie Ingenieurbauten werden Konsolen als Tragelemente eingesetzt, um Lasten in eine Stütze oder eine Wand einzuleiten. Typische Anwendungen für Konsolen sind die Auflagerung von Kranbahnen für Brückenkräne in Hallen und die Verbindung von Betonfertigteilen.
Teilweise werden Konsolen auch als Kragträger ausgebildet, der auch aus Holz bestehen kann. Ansonsten werden heute meist Stahl und Stahlbeton verwendet.

### Konsolen im Stahlbetonbau

Konsolauflager im Stahlbetonbau

Im Fertigteilbau werden Balken in der Regel als Einfeldträger ausgeführt. In die durchlaufenden Stützen werden die Balkenlasten über Konsolen eingeleitet. Um die Raumhöhe unter der Konsole nicht einzuschränken, werden die Balken im Auflagerbereich entsprechend der Konsolengröße ausgeklinkt („abgesetztes Auflager“). Für die Bemessung von Konsolen und abgesetzten Auflagern ist die Balkentheorie nicht mehr gültig. Die erforderliche Bewehrung wird in der Regel mit Hilfe eines Stabwerkmodells bemessen. Schwierig ist oft, die erforderliche Bewehrung sinnvoll anzuordnen und auch zu verankern. Zur genauen Lasteinleitung werden Lager angeordnet. Zur Auflagerung von Betonplatten werden auch durchgehende Bandkonsolen angeordnet.
Die Herstellung von Stahlbetonkonsolen geschieht entweder gleichzeitig mit der Stütze oder der Wand, an die die Konsole anschließt oder nachträglich mit Hilfe von Anschlussbewehrung.

### Konsolen im Stahlbau
Konsolen im Stahlbau sind in der einfachsten Bauform kurze Profilstahlstücke, z. B. aus der I- oder H-Reihe. Sie werden entweder mit einer Kopfplatte verschweißt und dann über eine Schraubverbindung an einer Stütze befestigt oder direkt an dieser angeschweißt.

## Konsolen in der Versorgungstechnik
In der Gebäudetechnik werden Halterungen, Befestigungen, Ab- und Unterstützungen zum Abfangen von vertikalen Kräften als Konsolen bezeichnet; insbesondere, wenn es sich um horizontale Tragelemente handelt, die einseitig an einem vertikalen Bauteil verankert sind.
Konsolen dienen in der Haustechnik beispielsweise zum Tragen von Rohren, Leitungen, Geräten oder Maschinen aller Art.